# Duochrome
Duochrome is het eerste live muziekalbum van de Brit Dave Cousins. Het zijn opnamen gemaakt tijdens zijn tournee door de Verenigde Staten ter promotie van zijn album Secret Paths. De opnamen zijn:
- (1) – (6) uit Milwaukee, Shank Hall van 18 maart
- (7) – (11) uit Philadelphia, The Tin Angel van 7 maart
- (12) uit Chicago, The Abbey van 16 maart.

Cousins werd tijdens deze tournee begeleid door Ian Cutler een fiddler, die nieuw was aan de stamboom van Strawbs, de band van Cousins. Men kon het album "gratis" verkrijgen als men voor 1 juli 2008 meebetaalde aan het album The Broken Hearted Bride van Strawbs. Daarna was het album in de winkels te koop.

## Composities
1. Hanging in the gallery (4:39)
2. Never takge sweets from a stranger (3:47)
3. Song of a sad little girl (4:49)
4. The hangman and the papist (4:08)
5. Grace Darling (5:30)
6. Beat the retreat (5:03)
7. Ringing down the years (6:36)
8. The shepherd’s song (4:52)
9. Ways and means (4:23)
10. Blue angel (10:34)
11. We’ll meet again sometime (5:56)
12. Beside the Rio Grande (5:05)